# Macrotingis
Macrotingis is een geslacht van wantsen uit de familie van de Tingidae (Netwantsen). Het geslacht werd voor het eerst wetenschappelijk beschreven door Champion in 1897.

## Soorten
Het genus bevat de volgende soorten:

- Macrotingis biseriata Champion, 1897
- Macrotingis novicis Drake, 1928
- Macrotingis schaffneri Froeschner, 2003
- Macrotingis uniseriata Champion, 1897
- Macrotingis zeteki Drake, 1950